# Цинковые мальчики
«Цинковые мальчики» — документальная книга белорусской писательницы Светланы Алексиевич, изданная в 1989 году и посвящённая Афганской войне.

## Сюжет
В книге в жанре документально-художественной прозы собраны воспоминания участников Афганской войны: солдат, офицеров, военных медсестер, врачей, служащих тыла; подруг, матерей и жён советских людей, — погибших на этой войне. Автор не называет имён своих собеседников — одни просили о тайне исповеди, других она пытается уберечь от жестоких упрёков.

## Оценки
В книге раскрываются жестокие реальные жизненные сюжеты об афганской войне в воспоминаниях тех, чью жизнь эта война разделила на до и после.
Алексиевич проливает свет на историю последних лет советской власти, окончательно подорванной этой войной. Она описывает бесконечное горе матерей «цинковых мальчиков», их желание знать правду о том, как и за что воевали и погибали в Афганистане их сыновья.

После выхода книги группа матерей воинов-интернационалистов подала на писательницу в суд за искажение образа солдат-«афганцев». Книгу Алексиевич судили за клевету, против неё выступали в прессе.

— Это вы сделали наших детей убийцами. Это вы написали эту жуткую книгу… Теперь не хотят делать в школах музеи памяти наших детей, сняли их фотографии. А они там такие молодые, такие красивые. Разве у убийц бывают такие лица? Мы учили своих детей любить Родину… Зачем она написала, что они там убивали? За доллары написала… А мы — нищие… Цветов на могилу сыновьям не на что купить… На лекарства не хватает…

## Экранизации и спектакли
По мотивам книги режиссёром Сергеем Лукьянчиковым на студии Беларусьфильм был создан Афганский цикл из двух документальных кинофильмов, сценарий Сергея Лукьянчикова и Светланы Алексиевич:
1. «Стыд» (1991)
2. «Я из повиновения вышел» (1992)[2]

### Спектакли по книге
- «Если проживу лето» — Санкт-Петербургский академический Открытый театр. Режиссёр Геннадий Тростянецкий[3].
- «Цинковые мальчики» Белорусский академический театр имени Янки Купалы. Режиссёр Валерий Раевский[3].
- «Цинковые мальчики» — Черниговский Молодёжный Театр, 1990[4].
- «Des cercueils de Zinc. Un Essai d’effraction» — Théâtre de la Bastille, Париж. Режиссёр Дидье-Жорж Габили[фр.][5].
- «Mort à la guerre en temps de paix» — Château Rouge и др., режиссёры: Патрик Ле Мофф и Лорен Верселетто, 1993[6].
- «Les cercueils de zinc» — Théâtre de la Commune, Обервилье (Франция), режиссёр Жак Нише[фр.], 2003[7].
- «Победители» — Томский театр юного зрителя, 2015. Режиссёр Егоров, Дмитрий Владимирович, Дмитрий Егоров[8].